# Never Say Never: The Remixes
Never Say Never: The Remixes è il secondo album di remix del cantante canadese Justin Bieber, pubblicato il 14 febbraio 2011 dalla Island Records.
In Italia, il disco ha raggiunto la ventesima posizione della classifica degli album più venduti.
Il cd in questo caso è un EP.

## Tracce
1. Never Say Never (featuring Jaden Smith)
2. That Should Be Me (Remix featuring Rascal Flatts)
3. Somebody to Love (Remix featuring Usher)
4. Up (Remix featuring Chris Brown)
5. Overboard (Live featuring Miley Cyrus)
6. Runaway Love (Kanye West Remix featuring Raekwon)
7. Born to Be Somebody

## Classifiche
| Classifica (2011) | Posizione massima |
| ----------------- | ----------------- |
| Australia         | 16                |
| Canada            | 1                 |
| Francia           | 71                |
| Germania          | 72                |
| Italia            | 20                |
| Messico           | 8                 |
| Regno Unito       | 17                |
| Stati Uniti       | 1                 |